# Ochrotrichia trapoiza
Ochrotrichia trapoiza är en nattsländeart som beskrevs av Ross 1947. Ochrotrichia trapoiza ingår i släktet Ochrotrichia och familjen smånattsländor. Inga underarter finns listade i Catalogue of Life.